# Football Club Jazz
FC Jazz é um clube de futebol finlandês fundado em 1934, com sede na cidade de Pori. O clube foi fundado com o nome Porin Pallo-Toverit (PPT). O nome foi mudado em 1992.

## História
FC Jazz está jogando em Ykkönen, que é o segundo nível no futebol finlandês. FC Jazz jogou na Campeonato Finlandês de Futebol em 1984—1988 e 1991—2004.
A equipe de futsal de FC Jazz está jogando na primeira divisão finlandesa (fi: Futsal-liiga).

## Títulos
- Campeonato Finlandês de Futebol (Veikkausliiga) : 1993 e 1996
- Campeonato Finlandês de Futebol - Segunda Divisão (Ykkönen) : 1990
- Campeonato Finlandês de Futebol - Terceira Divisão (Kakkonen) : 1982 e 2013
- Campeonato Finlandês de Futebol - Quarta Divisão (Kolmonen) : 1981 e 2008
- Campeonato Finlandês de Futebol - Quinta Divisão (Nelonen) : 2007
- Campeonato Finlandês de Futebol - Sexta Divisão (Vitonen) : 2006

## Campanhas de destaque
- Copa da Finlândia - vice-campeão: 1995
- Copa da Liga Finlandesa - vice-campeão: 1994